# Mascarinus mascarinus
Mascarinus mascarinus là một loài chim trong họ Psittacidae.
Loài vẹt đã tuyệt chủng này là loài đặc hữu của đảo Mascarene Réunion ở miền tây Ấn Độ Dương. Mối quan hệ phân loại của loài này đã là vấn đề tranh cãi. Loài này đã được kết nối với vẹt Psittaculini dựa trên cơ sở giải phẫu, nhưng liên hệ với vẹt vasa dựa trên cơ sở di truyền. Vị trí chính xác là chưa được giải quyết.
Loài vẹt này lần đầu tiên được đề cập vào năm 1674, và các mẫu vật sống sau đó được đưa đến châu Âu, nơi chúng sống trong điều kiện nuôi nhốt. Loài này đã được mô tả một cách khoa học vào năm 1771. Chỉ có hai mẫu thú nhồi bông tồn tại ngày nay, ở Paris và Vienna. Ngày và nguyên nhân tuyệt chủng đối với loài vẹt Mascarene là không rõ ràng. Ghi chép mới nhất từ năm 1834 được coi là đáng ngờ, vì vậy có khả năng loài này đã tuyệt chủng trước năm 1800 và có thể đã tuyệt chủng trong tự nhiên thậm chí sớm hơn.